# 렛츠 비 캅스
《렛츠 비 캅스》(영어: Let's Be Cops)는 2014년 공개된 미국의 코미디 영화이다.

## 출연

### 주연
- 니나 도브레브
- 제이크 존슨
- 앤디 가르시아
- 데이몬 웨이언스 주니어
- 제임스 다시

### 조연
- 롭 리글
- 리비 블랜튼
- 키건 마이클 키
- 애너 콜웰
- 존 라조이
- 엘시 엥
- 제프 체이스
- 조슈아 마이켈
- 콜린 데나드
- 마이클 플로리스
- 데스몬드 필립스

## 기타
- 세트: 제니퍼 M. 겐타일
- 의상: 데브라 맥과이어